# Надточаевка
Надточа́евка (укр. Надточаївка) — село в Шполянском районе Черкасской области Украины.
Население по переписи 2001 года составляло 724 человека. Почтовый индекс — 20612. Телефонный код — 4741.

## Местный совет
20612, Черкасская обл., Шполянский р-н, с. Надточаевка